# Eriopisella sechellensis
Eriopisella sechellensis är en kräftdjursart som beskrevs av Édouard Chevreux 1901. Eriopisella sechellensis ingår i släktet Eriopisella och familjen Melitidae. Inga underarter finns listade i Catalogue of Life.